# RZ Piscium
RZ Piscium (RZ Psc) è una stella variabile del tipo UX Orionis, o stella Ae/Be di Herbig, posta a una distanza di 550 anni luce nella costellazione dei Pesci. Nel corso degli anni, la stella ha manifestato episodi irregolari di aumento e affievolimento della magnitudine, attenuando la sua luminosità fino ad arrivare a un decimo di quella abituale. Si è scoperto che RZ Piscium emette grandi quantità di radiazione infrarossa, il che suggerisce la presenza di una notevole massa di gas e polveri in orbita attorno alla stella, a una temperatura di 230 °C. Dopo varie ipotesi formulate, gli astronomi ritengono che la causa sia la recente distruzione di uno o più corpi massicci orbitanti entro 1 UA dalla stella, che ha lasciato lungo il piano orbitale una scia di detriti che ne oscurano la luce. La maggior parte delle stelle simili al Sole perdono i dischi circumstellari che formano i pianeti entro pochi milioni di anni dalla loro nascita; tuttavia RZ Piscium pare avere un'età di almeno alcune decine di milioni di anni e se è ancora circondata da tanto gas e polveri, la causa più probabile è che stia distruggendo uno o più pianeti orbitanti a breve distanza invece che contribuire alla loro formazione.

## Storia delle osservazioni
RZ Piscium è stata studiata nel 2017 utilizzando il satellite XMM-Newton, il telescopio Shane da 3 metri al Lick Observatory in California e il telescopio Keck I di 10 metri presso l'Osservatorio W. M. Keck alle Hawaii. La temperatura della stella è risultata non molto diversa da quella del Sole (5.600 K). Tuttavia è stata rilevata un'emissione nei raggi X circa un migliaio di volte maggiore, che assieme a una quantità modesta di litio rilevato suggerisce che la stella sia relativamente giovane, con un'età compresa tra i 30 e i 50 milioni di anni. La polvere circumstellare attorno a una stella giovanissima (pochi milioni di anni) solitamente indica che il disco protoplanetario può essere in grado di produrre pianeti, tuttavia l'età di RZ Piscum, già relativamente avanzata, suggerisce che, al contrario, essa li abbia consumati e distrutti.

## Variabilità
Come molte giovani stelle Ae di Herbig, RZ Piscium è una variabile del tipo UX Orionis, una categoria di stelle che mostra variabilità anche di grande ampiezza dovuta a materiale polveroso presente nel disco protoplanetario che oscura la sua luce.